# Zajazd Pod Lwem w Pucku
Zajazd Pod Lwem – zabytkowa kamienica w Pucku zlokalizowana przy Placu Wolności. Została wybudowana w XIX wieku. Od 1971 widnieje w rejestrze zabytków.
Na parterze znajduje się Restauracja Pod Złotym Lwem oraz zakład optyczny.